# Maisons-lès-Chaource
Maisons-lès-Chaource é uma comuna francesa na região administrativa de Grande Leste, no departamento de Aube. Estende-se por uma área de 5,85 km².